# Finchley
Finchley (/[invalid input: 'icon']ˈfɪntʃli/) là một quận nằm trong Khu Barnet của Luân Đôn về phía bắc Luân Đôn, Anh. Finchley tọa lạc trên vùng đất cao, cách khoảng 11 km (7 dặm) về phía bắc Charing Cross. Finchley hình thành từ một vùng cư dân lâu đời ở hạt Middlesex, sau này nhập thành một phần của Đại Luân Đôn từ năm 1965. Đây là một khu vực ngoại ô đông đúc, với 3 khu trung tâm.
| 1881                               | 11.191        |
| 1891                               | 16.647        |
| 1901                               | 22.126        |
| 1911                               | 39.419        |
| 1921                               | 46,716        |
| 1931                               | 58.964        |
| 1941                               | chiến tranh # |
| 1951                               | 69.991        |
| 1961                               | 69.370        |
| # không có thống kê do chiến tranh |               |
| Nguồn: Cục thống kê Liên hiệp Anh  |               |